# Miñao
Miñao/Miñano Mayor és un poble i concejo pertanyent al municipi de Vitòria. Tenia 26 habitants en (2007). Forma part de la Zona Rural Nord-oest de Vitòria. Es troba a uns 528 msnm i situat 9,5 km al nord de la ciutat de Vitòria, a la vora mateixa de l'autovia A-240. La carretera travessava fa uns anys per la meitat del poble dividint-ho en dos, però actualment ho voreja. La seva població ha descendit sensiblement en les últimes dècades, ja que en 1960 comptava encara amb 117 habitants.

## Història
El primer esment escrit d'aquest poble data de 1025 quan se li esmenta amb el nom de Menganogoyen. En un document de 1257 apareix ja com Meñano mayor. En document de 1331 apareix com Minnano mayor. És un dels llogarets que van quedar adscrites a la jurisdicció de Vitòria en 1332 per donació del rei Alfons XI de Castella.

## Patrimoni
Al poble destaca l'església de San Lorenzo que data del segle xiii i posseeix fàbrica gòtica i retaule neoclàssic. A la rodalia del poble hi ha uns magatzems de xapa i tub anomenats Ferros Miñano i un magatzem de mobles.

## Parc tecnològic
A menys de 4 km del poble en direcció a Miñaogutxia es troba el Parc Tecnològic d'Àlaba.